# Frances de Morlas
Frances de Morlas o Frances de Morlanas (fl. XV secolo) è stato un trovatore tolosano del XV secolo che scrisse in lingua occitana, partecipante (1466-1471) ai Jeux floraux con una Canso de Nostra Dona, premiata dal Consistori possibilmente nel 1468.

## Opere
Canso de nostra Dona
Canzone molto elaborata stilisticamente, composta di cinque stanze di otto versi endecasillabi ciascuna a rima alternata secondo lo schema metrico ABABBCBC (vale a dire la rima del 2° verso si ripete, oltre che nel 4°, anche nel 5° e nel 7°). Metà delle rime (ai versi 1°, 3°, 6° e 8°) sono femminili o parossitone, l'altra metà (ai versi 2°, 4°, 5° e 7°) maschili od ossitone. Le rime della tornada sono quelle degli ultimi quattro versi dell'ultima stanza. Ogni primo verso di ciascuna delle cinque stanze, esclusa la tornada, inizia anaforicamente con A tu me clam; inoltre, ciascun verso inizia riprendendo l'ultima parola (o un'altra parola da essa derivata) del verso precedente (princessa/princessa, resplendent/resplandens, noblessa/nobla, humilment/humiel, trespassament/tres, gracia/gracia, plasent/plasent, ecc.)
           I.

  A tu me clam, qu'es de vertut princessa;

           princessa gran, de beutat resplendent,

           resplandens lums, ont jay tota noblessa;

           nobla sens par, prec te, mout humilment,

           humiel que n sies en mon trespassament;

           tres doussa flor, Verges plena de gracia,

           gracia me fay am lo tiau Filh plasent,

           plasent regart am tres benigna facia.

           II.

  A tu me clam, coma de totz crims pura

           [...]

           III.

  A tu me clam, rosa tresque florida

           [...]

           IV.

  A tu me clam on fec lo sieu repaire

           [...]

           V.

  A tu me clam am la gent tholosana

           [...]

           [TORNADA]

           Odor de flors, prec te que mon report,

           report present, sia am tu qu'es Verges pia;

           pietat prenc donc de totz en nostra mort;

           mortz quant serem te fassam companhia.
Altri componimenti di Frances de Morlas sono:
- De presen vech ques un voler me frappa (sirventes[3])
- Palais de grant excellensa (dansa[4])
- Plus que martir, jos los pes de tristessa (canso[5])